# 新平民
新平民，是日本明治時代四民平等後對剛獲得良民地位部落民的蔑稱。

## 概要
在江戶時代，部落民被排除在村與町之外，自別一部從事特定的職業（如皮革加工業、造鞋業）。
明治時代後，廢止了賤民制度，法律下四民平等，過往他們的獨佔事業特權消失，也要納税和服兵役，但過往對部落民歧視的思想沒有消失，因此稱他們為新平民。

## 外部連結
- 《明治事物起源》（国会図書館・近代デジタルライブラリー） （页面存档备份，存于）（日語）